# 이명욱
이명욱(李明郁)은 조선 숙종 때의 화가이다. 본관은 전주이며, 숙종 때 도화서의 화원으로 있었다. 그림을 정묘하게 잘 그려, 중국 명나라의 화가 맹영광 이후 가장 훌륭한 화가로 알려졌다. 작품으로 <수묵인물도> <어촌문답도> 등이 있다.